# Edward Ożana
Edward Ożana (ur. 13 października 1939 w Działdowie, zm. 7 marca 2007 w Sopocie) – polski aktor teatralny i filmowy.

## Życiorys
Debiutował w 1957 roku w zespole Gdańskiego Studia Rapsodycznego. Przez cała karierę sceniczną był związany z Teatrem Wybrzeże w Gdańsku, na którego scenie grał w latach 1959-1989. Wystąpił również w szesnastu spektaklach Teatru Telewizji (1970-1983) i trzynastu audycjach Teatru Polskiego Radia (1958-1977).
W 1976 roku został odznaczony Srebrnym Krzyżem Zasługi. Został pochowany na sopockim Cmentarzu Komunalnym.

## Filmografia
- Banda (1964)
- Kazimierz Wielki (1975)
- Znak orła (1977) - odc. 1, 2
- Zimne ognie (1977)
- Struny (1977)
- Panny z Wilka (1979) - gość Joli z Warszawy